# Altkatholische Kirche der Niederlande
| Altkatholische Kirche der Niederlande | Altkatholische Kirche der Niederlande                     |
| ------------------------------------- | --------------------------------------------------------- |
|                                       |                                                           |
| Basisdaten                            |                                                           |
| Fläche:                               | 41.528 km²                                                |
| Mitgliedschaft:                       | Utrechter Union                                           |
| Erzbischof:                           | Bernd Wallet                                              |
| Erzbischof emeritus:                  | Joris Vercammen                                           |
| Diözesen:                             | Erzbistum Utrecht Bistum Haarlem Bistum Deventer (vakant) |
| Priester:                             | 23                                                        |
| Parochien:                            | 25                                                        |
| Altkatholiken:                        | 5.275 Stand: Ende 2009                                    |
| Erzbistum Utrecht                     |                                                           |
| Bischofskirche:                       | St. Gertrudis (Utrecht)                                   |
| Ordinarius:                           | Bernd Wallet                                              |
| Erzbischof emeritus:                  | Joris Vercammen                                           |
| Regionen:                             | 4                                                         |
| Priester:                             | 15                                                        |
| Parochien:                            | 16                                                        |
| Stationen/Steungroeps:                | 4                                                         |
| Bistum Haarlem                        |                                                           |
| Bischofskirche:                       | St. Anna und Maria                                        |
| Bischof:                              | Dick Schoon                                               |
| Regionen:                             | 2                                                         |
| Priester:                             | 8                                                         |
| Parochien:                            | 9                                                         |
| Offizielle Website:                   | www.okkn.nl                                               |

Die Altkatholische Kirche der Niederlande (De Oud-Katholieke Kerk van Nederland) ist bei den staatlichen Behörden unter ihrem alten Eigennamen: Roomsch Katholieke Kerk van de Oud-Bisschoppelijke Cleresie (Römisch-katholische Kirche der alt-bischöflichen Klerisei) verzeichnet. Sie ist die älteste der in der Utrechter Union zusammengeschlossenen Altkatholischen Kirchen.

## Geschichte

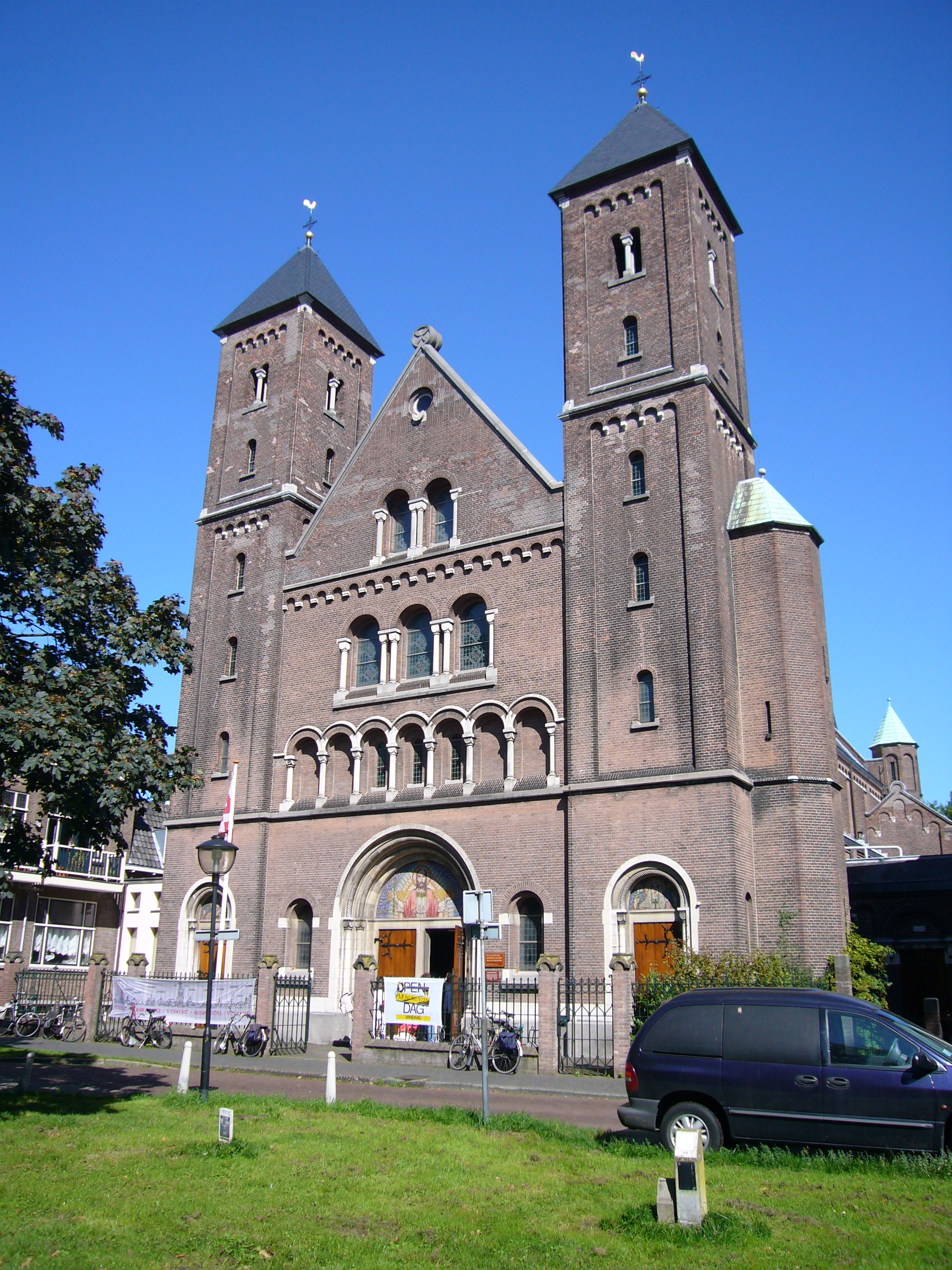
Kathedralkirche St. Gertrudis (Utrecht)

Das Bistum Utrecht war gegen Ende des 7. Jahrhunderts durch den Heiligen Willibrord begründet worden und gehörte im Mittelalter zur Kölner Kirchenprovinz. Im Jahre 1145 bestätigte Papst Eugen III. dem Kathedralkapitel von Utrecht das Recht, Bischöfe zu wählen, nachdem dies von König Konrad III. und von Bischof Heribert von Utrecht verlangt worden war. Das Vierte Laterankonzil bestätigte dieses Recht im Jahre 1215. Die Kirchenprovinz Utrecht brachte im Jahre 1522 mit Hadrian VI. sogar einen Papst hervor.
Im Jahre 1559 erhob Papst Paul IV. Utrecht zum Erzbistum und errichtete fünf neue Bistümer in diesem Bereich, darunter auch Haarlem und Deventer. Bald darauf setzte die niederländische Reformation dem neugeschaffenen Erzbistum ein Ende. Nachdem zwei vom spanischen König nominierte Kandidaten nicht die Bestätigung des Papstes gefunden hatten und im Exil verblieben, wurden die niederländischen Katholiken ab 1602 von einem Apostolischen Vikar (im Rang eines Titularbischofs „in partibus infidelium“, im Missionsgebiet) mit Sitz in Utrecht seelsorglich betreut.
Seit 1592 begannen die Jesuiten gegenreformatorisch zu wirken und gelangten bald zu einem gewissen Einfluss. Dabei kam es zu Konflikten mit Teilen des örtlichen Klerus und Laien. Während sich letztere auf die von Papst Eugen III. und dem Vierten Laterankonzil bestätigten Rechte beriefen, argumentierten die Ordensleute, die Niederlande seien durch die Reformation wieder zu einem Missionsgebiet geworden, welches der Papst (durch die Jesuiten) direkt verwalte, und sie seien daher den Weisungen des Titular-Erzbischofs von Utrecht nicht unterworfen. Ein weiterer Streitpunkt waren die kasuistische Ethik der Jesuiten, die bei der Bevölkerung auf Ablehnung stieß, und behauptete jansenistische Tendenzen unter niederländischen Klerikern, einschließlich der Apostolischen Vikare Johannes van Neercassel und Petrus Codde.
Zum offenen Bruch kam es, als Codde sich bei einem Besuch in Rom zum Heiligen Jahr 1700 weigerte, das gegen den Jansenismus gerichtete Formular Alexanders VII. zu unterzeichnen. Codde wurde 1701 suspendiert und trat 1704 unter Protest zurück. Nach seinem Tode 1710 beanspruchte das Utrechter „Vicariaat“ die alten Rechte des Domkapitels zur Bischofswahl und wählte im Jahre 1723 Cornelius Steenoven zum Erzbischof von Utrecht.
Nach der Weihe Steenovens durch den suspendierten französischen Missionsbischof Dominique Varlet exkommunizierte der Papst den Neugeweihten und seine Anhänger. Von der niederländischen Regierung unterstützt, formierten sich diese zur „Römisch-katholischen Kirche der alt-bischöflichen Klerisei“ und organisierten sich im Erzbistum Utrecht und bald darauf auch im Suffraganbistum Haarlem. Die von der Kurie ernannten Apostolischen Vikare wichen nach Brüssel aus.
Die Utrechter Kirche versuchte zwischen 1723 und 1889 immer wieder, eine Verständigung mit Rom zu erzielen. Mehrfach appellierten der Erzbischof von Utrecht sowie die Bischöfe von Haarlem und Deventer an ein allgemeines Konzil. Im Jahr 1763 fand eine Provinzialsynode statt, deren Ergebnis jedoch von Rom nicht beachtet wurde. Dass man sich nicht völlig von Rom trennen wollte, kommt auch im offiziellen Namen der Kirche zum Ausdruck. Des Weiteren wurde aus Gründen der Tradition und als Zeichen guten Willens jede Weihe eines neuen Bischofs der römischen Kurie mit der Bitte um Bestätigung mitgeteilt – diese wurde aber stets verweigert. Nach dem Zusammenschluss mit den anderen altkatholischen Kirchen gab man diese Gewohnheit auf.
Erst seit dem Zweiten Vaticanum werden im Zeichen der Ökumene Wahl und Weihe wieder nach Rom gemeldet, was vom Heiligen Stuhl nunmehr regelmäßig mit einem Glückwunschschreiben beantwortet wird. Unter Erzbischof Joris Vercammen wurde 2014 die Internationale Altkatholische Bischofskonferenz in Privataudienz vom Papst Franziskus empfangen.
Die Altkatholische Kirche der Niederlande war ab 1889 maßgeblich an der Gründung und Weiterentwicklung der Utrechter Union beteiligt. Diese Verbindung mit den anderen altkatholischen Kirchen hat auch in der niederländischen Kirche, welche zuerst dem Vorgehen der „reformfreudigeren“ Altkatholiken im deutschen Sprachraum skeptisch gegenüberstand, zu ähnlichen Ergebnissen geführt: durchgehender Gebrauch der Volkssprache im Gottesdienst, Annahme des synodalen Prinzips, Aufhebung des Pflicht-Zölibats für Priester, Anerkennung der anglikanischen Weihen, Frauenordination. Die Segnung gleichgeschlechtlicher Paare ist erlaubt.